# الدوري التونسي لكرة اليد 1976–77
الدوري التونسي لكرة اليد 1976-1977 هو الدورة 22 من الدوري التونسي لكرة اليد للرجال. شارك فيها 20 فريقا.

فاز بهذا الموسم الترجي الرياضي التونسي، وجاء ثانيا مكارم المهدية.

## روابط خارجية
- الموقع الرسمي للجامعة التونسية لكرة اليد.